# Jeffinho
Jeffinho, né le 30 décembre 1999 à Volta Redonda, est un footballeur brésilien qui évolue au poste d'ailier gauche à Botafogo FR.

## Biographie
Né à Volta Redonda au Brésil, Jeffinho est formé par le Resende FC (en), où il commence sa carrière professionnelle,,. Il joue son premier match avec l'équipe première du club de Resende le 28 juin 2020, entrant en jeu et marquant le deuxième but de son équipe lors d'une victoire 2-0 en Campeonato Carioca à l'extérieur contre Madureira.
S'illustrant avec le club de l'état de Rio de Janeiro et en prêt avec la SE Gama, il est ensuite prêté puis transféré définitivement au Botafogo,,.
Il fait alors partie des meilleurs joueurs du championnat brésilien.
Le 31 janvier 2023, il s’engage avec l’Olympique lyonnais jusqu’en 2027 contre une indemnité de 10 millions d’euros.
Le 28 février 2023, pour sa première titularisation, il marque son premier but avec l'OL lors d'un quart de finale de Coupe de France face à Grenoble.
Le 3 juin 2023, lors de sa neuvième apparition en Ligue 1, Jeffinho inscrit son premier but dans le championnat français face à Nice.
Début janvier 2024, il quitte l'OL. Il rejoint son ancien club de Botafogo au Brésil, sous la forme d'un prêt jusqu'à la fin de l'année 2024. Début janvier de l'année suivante, il y est définitivement transféré pour 5,3 millions d'euros et un « intéressement de 30 % sur un éventuel futur transfert ».

## Statistiques
| Saison                | Club                  | Championnat           | Championnat | Championnat | Championnat | Coupe(s) nationale(s) | Coupe(s) nationale(s) | Coupe(s) nationale(s) | Compétition(s) continentale(s) | Compétition(s) continentale(s) | Compétition(s) continentale(s) | Compétition(s) continentale(s) | Ligue régionale | Ligue régionale | Ligue régionale | Total | Total | Total |
| Saison                | Club                  | Division              | M.          | B.          | P.d.        | M.                    | B.                    | P.d.                  | Comp.                          | M.                             | B.                             | P.d.                           | M.              | B.              | P.d.            | M.    | B.    | P.d.  |
| 2020                  | Resende FC (en)       | -                     | -           | -           | -           | -                     | -                     | -                     | -                              | -                              | -                              | -                              | 2               | 1               | 0               | 2     | 1     | 0     |
| 2021                  | Resende FC (en)       | -                     | -           | -           | -           | -                     | -                     | -                     | -                              | -                              | -                              | -                              | 9               | 2               | 1               | 9     | 2     | 1     |
| 2022                  | Resende FC (en)       | -                     | -           | -           | -           | -                     | -                     | -                     | -                              | -                              | -                              | -                              | 14              | 2               | 4               | 14    | 2     | 4     |
| Sous-total            | Sous-total            | Sous-total            | -           | -           | -           | -                     | -                     | -                     | -                              | -                              | -                              | -                              | 25              | 5               | 5               | 25    | 5     | 5     |
| 2021                  | SE Gama (prêt)        | Serie D               | 5           | 0           | 0           | -                     | -                     | -                     | -                              | -                              | -                              | -                              | -               | -               | -               | 5     | 0     | 0     |
| 2022                  | Botafogo FR           | Serie A               | 24          | 2           | 3           | 2                     | 0                     | 0                     | -                              | -                              | -                              | -                              | -               | -               | -               | 26    | 2     | 3     |
| 2022-2023             | Olympique lyonnais    | Ligue 1               | 9           | 1           | 0           | 2                     | 1                     | 0                     | -                              | -                              | -                              | -                              | -               | -               | -               | 11    | 2     | 0     |
| 2023-2024             | Olympique lyonnais    | Ligue 1               | 10          | 1           | 1           | -                     | -                     | -                     | -                              | -                              | -                              | -                              | -               | -               | -               | 10    | 1     | 1     |
| Sous-total            | Sous-total            | Sous-total            | 19          | 2           | 1           | 2                     | 1                     | 0                     | -                              | 0                              | 0                              | 0                              | 0               | 0               | 0               | 21    | 3     | 1     |
| 2024                  | Botafogo FR (prêt)    | Serie A               | 6           | 1           | 1           | 1                     | 0                     | 1                     | CL                             | 4                              | 1                              | 0                              | 7               | 3               | 0               | 18    | 5     | 2     |
| Total sur la carrière | Total sur la carrière | Total sur la carrière | 54          | 5           | 5           | 5                     | 1                     | 1                     | -                              | 4                              | 1                              | 0                              | 32              | 8               | 5               | 95    | 15    | 11    |

## Palmarès
Botafogo
- Copa Libertadores
  - Vainqueur en 2024
- Championnat du Brésil de football
  - Vainqueur en 2024